# Wabush
Wabush ist eine Gemeinde (Town) in der kanadischen Provinz Neufundland und Labrador. 2016 betrug die Einwohnerzahl 1906.

## Lage
Wabush liegt im Südwesten von Labrador nahe der Provinzgrenze zu Québec. In unmittelbarer Nähe liegt die Schwesterstadt Labrador City.

## Wirtschaft und Verkehr
Die Stadt lebt vom Bergbau. Sie ist über den Trans-Labrador Highway an das Straßennetz Kanadas angeschlossen. Die Quebec North Shore and Labrador Railway verbindet die Stadt mit Sept-Îles. Außerdem existiert hier ein kleiner Flughafen (IATA:YWK), von dem aus regelmäßige Direktverbindungen nach Québec und Montréal-Trudeau angeboten werden.

## Persönlichkeiten
- Shawn Doyle (* 1968), Schauspieler